# Polkowice
Polkowice [pɔlkɔˈvʲit͡sɛ] (németül: Polkwitz) város Lengyelország délnyugati részén, az Alsó-sziléziai vajdaságban. Polkowice megye és Gmina Polkowice székhelye.

## Földrajza
Polkowice a történelmi Alsó-Sziléziában található, körülbelül 15 km-re Lubintól északnyugatra. A legközelebbi repülőtér a Wrocław Nikolausz Kopernikusz repülőtér 72 km-re van Polkowicétől.
A hagyományos bányászati régióban található város Lengyelország legnagyobb ipari rézkitermelő területének része, a közelben egy rézfeldolgozó üzem működik. A közeli Polkowice Dolne egy korábbi Állami Mezőgazdasági Farm (PGR) és 1998 óta egy Volkswagen dízelmotorgyár helye, amely a régió másik jelentős munkaadója.
Polkowice 1945-től városi jellegű településként lett kijelölve, és 1967-ben nyerte vissza városi rangját. 1975–1998-ban az egykori legnicai vajdaságban volt.

## Története

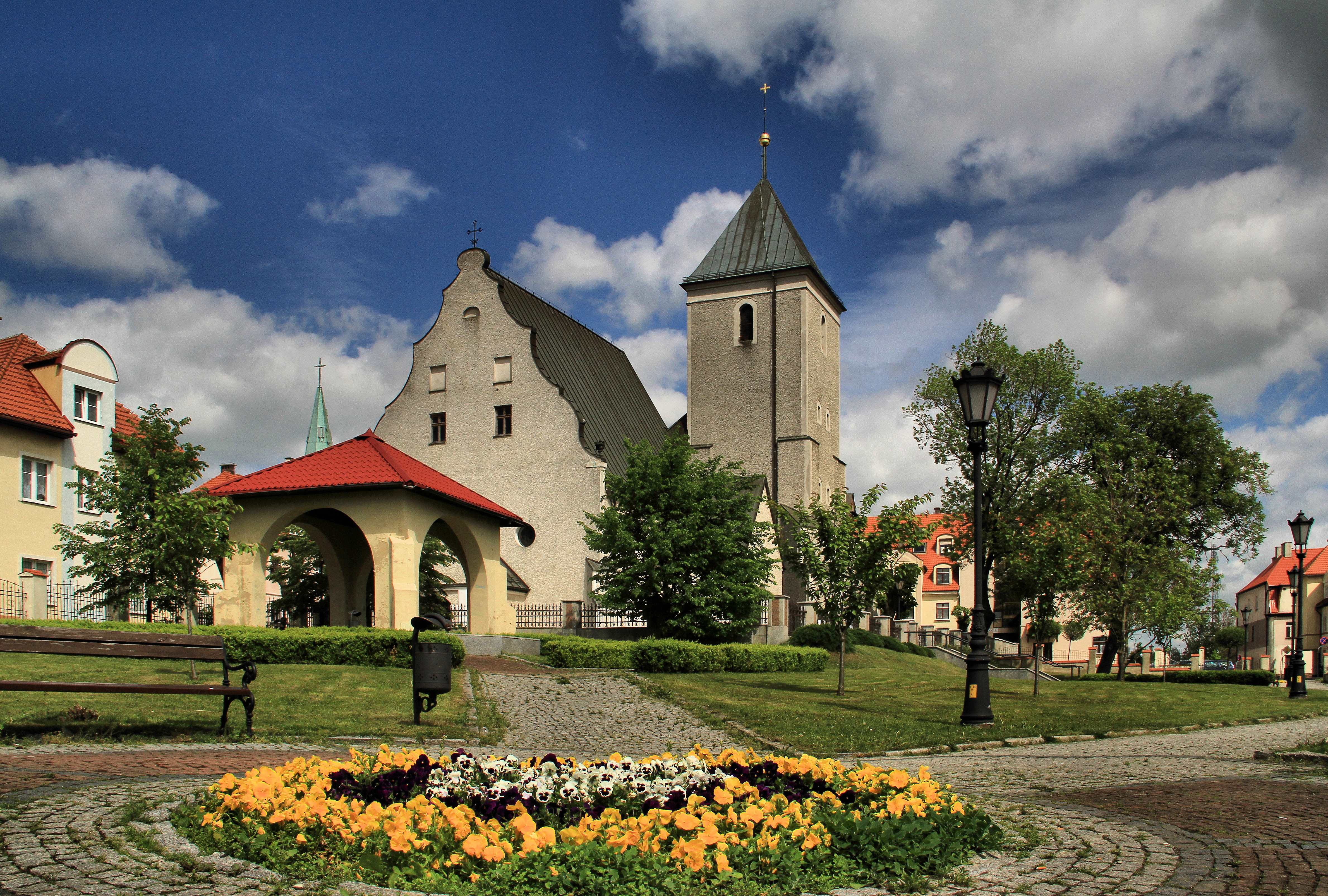
Szent Mihály arkangyal-templom

A város neve valószínűleg a szláv (ólengyel) Boleslaw szóból származik, amely „nagy dicsőség”-et jelent, a lengyel Piast-dinasztia kedvelt dinasztikus neve. A legenda szerint I. (Magas) Boleszláv (1127–1201) sziléziai herceg vadászházat emeltetett a későbbi város közelében. Később Bolkewice, vagy a német kiejtéshez igazítva Polkovicz (1333) néven. Az 1475-ből származó Statuta synodalia episcoporum Wratislaviensiumban a város Polkewicze és Polkowice nevet visel. Lengyelország kisebb hercegségekre való feldarabolódása következtében a Sziléziai Hercegség, majd a Głogów Hercegség része lett. Polkowice városként (civitas) szerepel egy 1276-os oklevélben. A Głogów Hercegség része maradt, amelyet a lengyel Piast és Jagelló-házak, köztük I. Albert leendő lengyel király és I. Zsigmond lengyel király uraltak egészen a hercegség 1506-os felbomlásáig, amikor is beolvadt a Cseh (Cseh) Királyságba.
A középkori város egyes részeit egy 1457-es tűzvész pusztította el, a harmincéves háború alatt és egy pestisjárvány 1680-ban további károkat szenvedett. Az 1742-es első sziléziai háború után Poroszország annektálta, majd Szilézia Tartományhoz csatolták. A napóleoni háborúk idején Napóleon kétszer is meglátogatta a várost, 1807-ben és 1812-ben. 1871 és 1945 között a város Németország része volt, és 1937-ben a német náci hatóságok Heerwegen névre keresztelték a lengyel eredetű helynevek eltörlésének kampánya során. A második világháború idején a jawori börtön német kényszermunkatábora működött a mai Polkowice Dolne kerületben. 1945. január 11-én a német közigazgatás evakuálta a lakosságot, így csak a hadsereg maradt a városban. 1945. február 9-én a várost elfoglalta a Vörös Hadsereg. Ezt követően az elhagyott város a potsdami egyezmény értelmében ismét Lengyelország része lett, és lengyelek népesítették be újra, sokukat a Szovjetunió által elcsatolt egykori Kelet-Lengyelországból kitelepítették.
2005-ben a szomszédos Polkowice Dolne falut bevonták a városba.

## Oktatás
- Alsó-Sziléziai Vállalkozási és Technológiai Főiskola (Dolnośląska Wyższa Szkoła Przedsiębiorczości i Techniki)

## Sport
- Górnik Polkowice – labdarúgócsapat, a lengyel harmadosztályban játszik. A csapat a 2003-2004-es szezonban az ország élvonalában játszott
- MKS Polkowice – női kosárlabdacsapat, 3. helyezett volt a Sharp Torell Basket Ligában a 2004/2005-ös szezonban.
- CCC Polsat Polkowice – Road Cycling Team UCI Professzionális kontinentális csapat

## Testvérvárosok
- DEU Sickte(wd) (Németország)[3]
- NLD Heumen(wd) (Hollandia)[4]

## Híres szülöttei
- Cyprian Jaisge (1724–1775) szerzetes, seborvos, az első siklórepülő
- Fritz Thiel (1916–1943), német ellenállási harcos
- Hans Kratzert (született 1940), német forgatókönyvíró és filmrendező

## Képtár

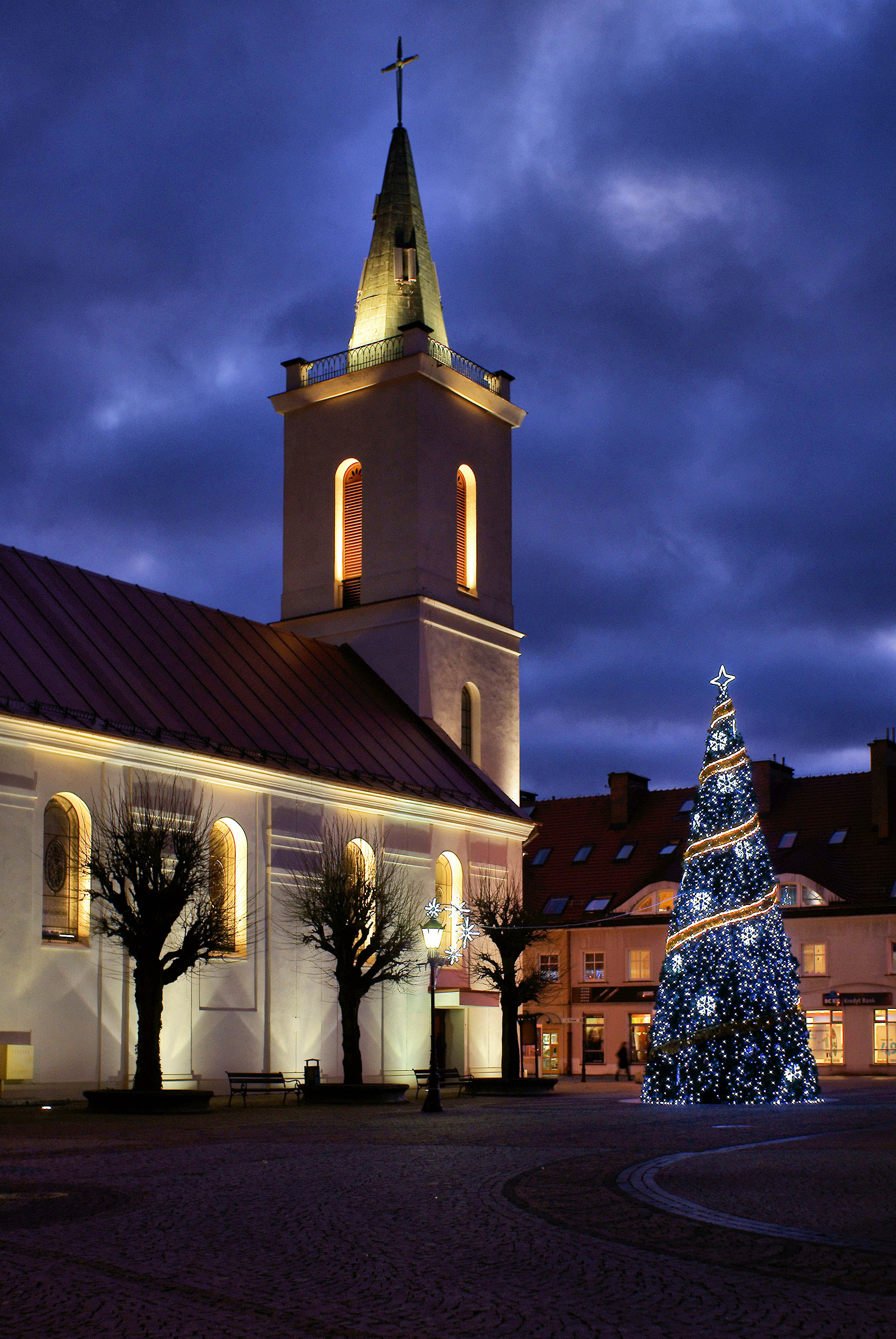
A Szent Borbála-templom éjjel
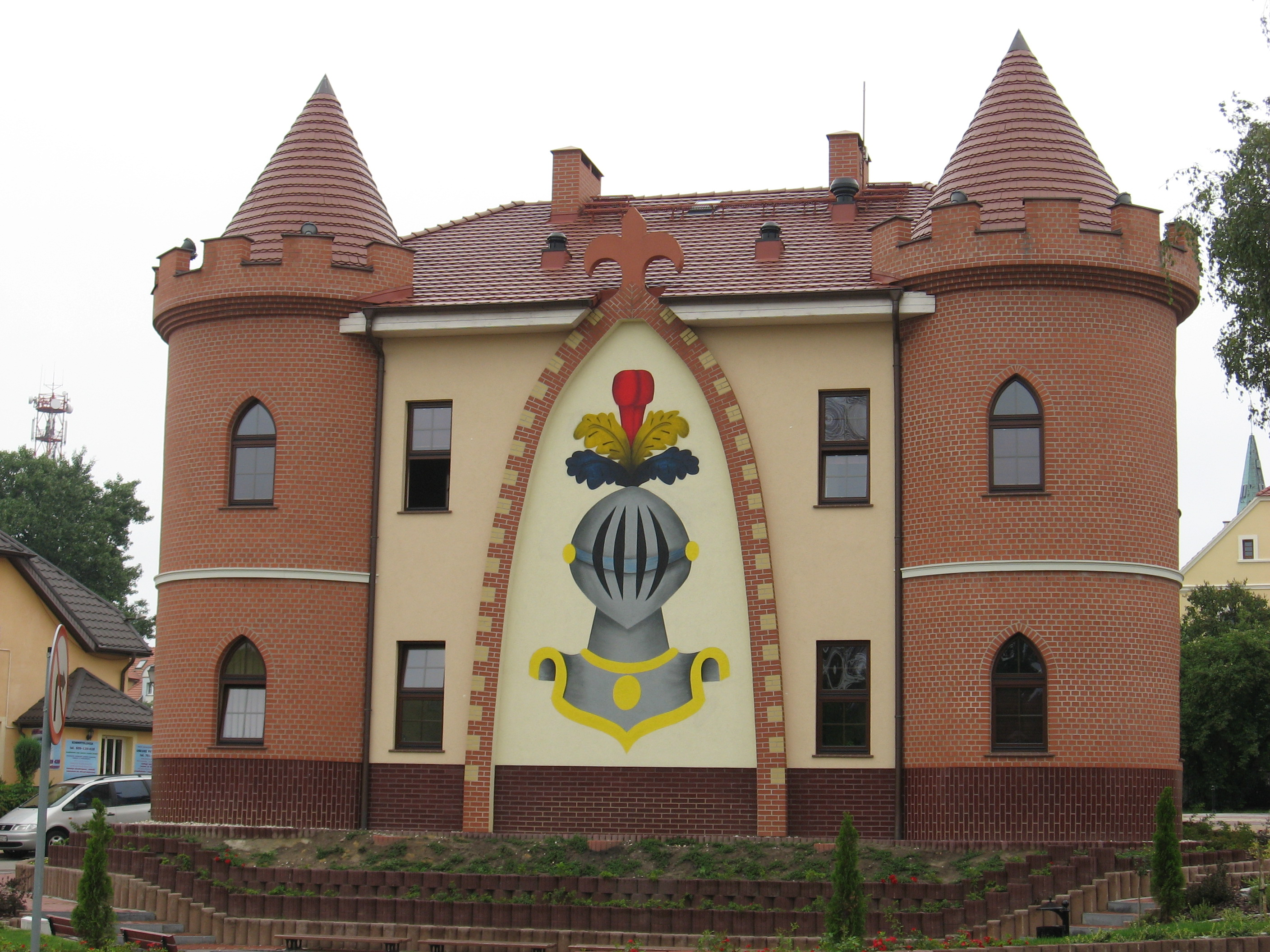
A ZGZM (városi rézmedence egyesület) irodája
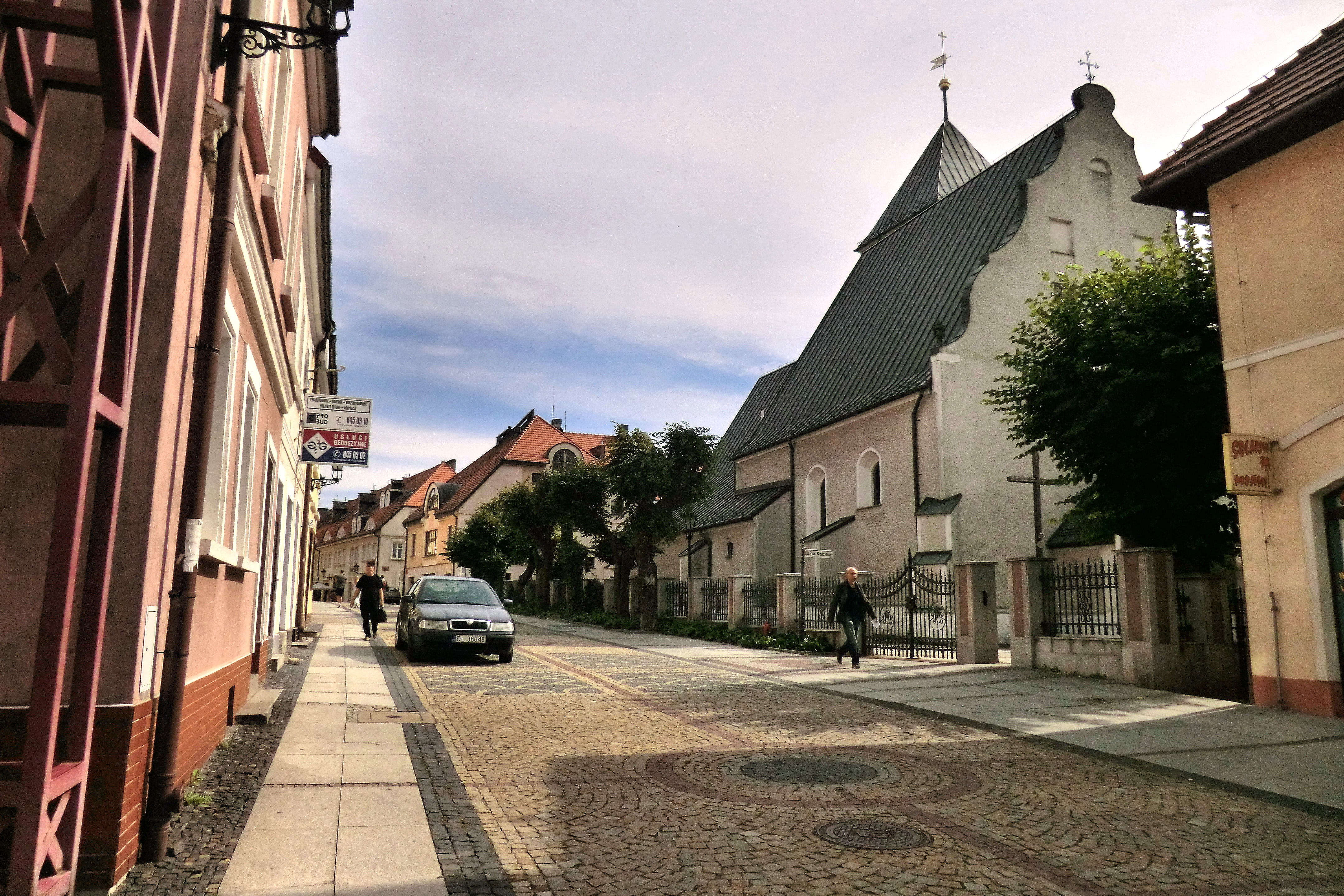
A Gdańska utca
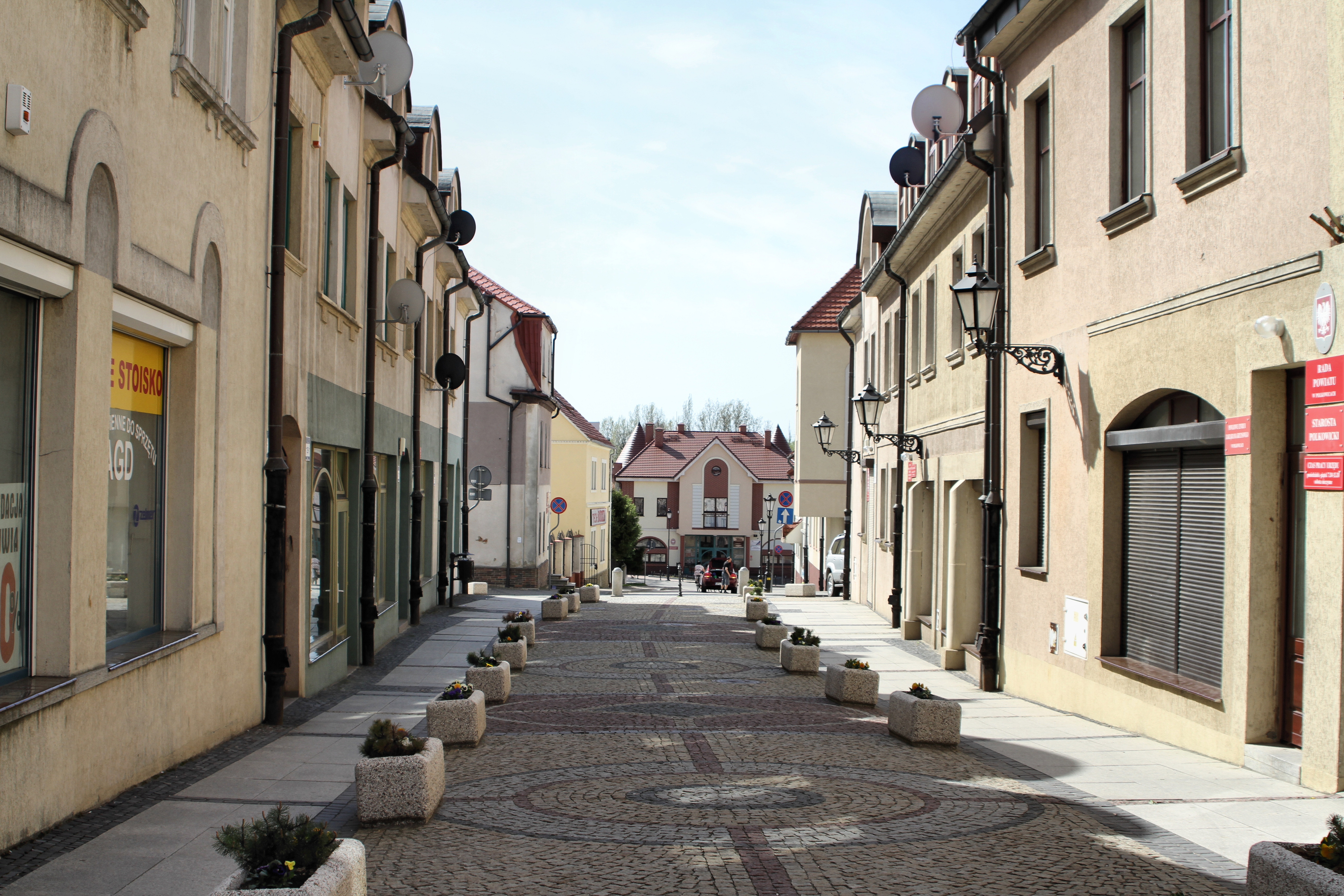
Városközpont

## Fordítás
- Ez a szócikk részben vagy egészben  a   Polkowice című angol Wikipédia-szócikk ezen változatának fordításán alapul.  Az eredeti cikk szerkesztőit annak laptörténete sorolja fel. Ez a jelzés csupán a megfogalmazás eredetét és a szerzői jogokat jelzi, nem szolgál a cikkben szereplő információk forrásmegjelöléseként.